# オリゴマー
オリゴマー（英: oligomer）は一般に、比較的少数のモノマーが結合した重合体のこと。モノマーの数に応じて、ダイマー（dimer：二量体）、トライマー（trimer：三量体）、テトラマー（tetramer：四量体）などと呼ぶこともある。

## 化学
化学分野では、有限個（一般的には10個から100個）のモノマーが結合した比較的分子量が低い重合体を指す。オリゴマーに対してポリマーは非常に多数（数100個以上）のモノマーが結合した状態のことをいう。しかし、それほど明確な境界線を持つわけではなく、主観的な側面もある。また、テロマーと呼ばれることもある。オリゴ糖は糖類のオリゴマーのことを指す。

## 生化学
生化学分野では一般に2つの意味で使われる。

### オリゴヌクレオチド
人工的に合成した一本鎖核酸分子で、数塩基から数十塩基（「塩基」はモノマーを表す単位）の比較的短いものをいう。DNAオリゴマーとRNAオリゴマーがある。
DNAオリゴマーはハイブリダイゼーションの実験に、あるいはポリメラーゼ連鎖反応（PCR）のプライマーとして使用される。これを多種類、スライドガラスやナイロン製薄膜上などに凍結乾燥・固定化させたものをDNAチップ（DNAマイクロアレイ）といい、これにDNAまたはRNAのサンプルをハイブリダイゼーションさせ、サンプル中に含まれる配列を検出・定量する。
RNAオリゴマーは、RNAiを利用して特定の遺伝子の発現を抑制するなどの実験に用いられる。

### オリゴマー蛋白質
2個以上の蛋白質サブユニットが結合した複合体を指す。異なる蛋白質サブユニットが結合したものはヘテロオリゴマー（heterooligomer）、同一のものはホモオリゴマー（homooligomer）と区分する。蛋白質にはオリゴマーとして存在し機能するものが非常に多い。